# Slovenská křesťansko-sociální strana
Národní křesťansko‑rolnická strana (slovensky Národná kresťansko‑sedliacka strana), v době vzniku známá jako Slovenská křesťansko-sociální strana (slovensky Slovenská kresťansko‑sociálna strana) byla marginální slovenská křesťanská politická strana na území prvorepublikového Československa. Vznikla oddělením křídla Jozefa Vrabce od Slovenské ľudové strany.

## Dějiny
Zakladatelem strany byl poslanec Národního shromáždění v období 1920 až 1925, který byl jako člen Slovenské ľudové strany zvolen za koalici Československá strana lidová – Slovenská ľudová strana. Nedlouho po vzniku strany vstoupil Jozef Vrabec v roce 1924 jako hospitant do poslaneckého klubu Československé národní demokracie. Jelikož v době první republiky fungoval systém vázaných kandidátních listin, vedení Slovenské ľudové strany požádalo soud o zbavení jeho mandátu poslance. Právo na mandát z kandidátní listiny z roku 1920 však bylo přisouzeno ČSL, jako hlavní straně. Z důvodu sporů mezi lidovci a ľuďáky od roku 1921 vedení lidovců tuto žádost zamítla a Vrabec působil jako poslanec až do konce funkčního období. Strana spolupracovala také s Aloisem Kaderkou.
V roce 1924 se strana pokusila společně s Československou rolnickou jednotou, taktéž působící v rámci klubu národních demokratů, utvořit uskupení Národní rolnická jednota. Z tohoto úsili však nakonec sešlo a Národní křesťansko‑rolnická strana se slučuje do Československé národní demokracie. Jozef Vrabec poté působí v slovenské zemské organizaci národních demokratů.